# 龙虎山号综合登陆舰
龙虎山号综合登陆舰，正式名称为中国人民解放军海军龙虎山舰（舷号：980），是中國人民解放軍海軍入役的第五艘071型船塢登陸艦。。该舰约在2017年6月15日於上海滬東造船廠下水，并于2018年9月中旬起正式入列并服役于中国人民解放军海军